# Сазоново (Саратовская область)
Сазоново — посёлок в Аткарском районе Саратовской области, входит в состав населённых пунктов Петровского муниципального образования.

## География
Сазоново расположено в центральной части района в 13 километрах от города Аткарск и в 79 километрах от областного центра города Саратов. Асфальтированная дорога и автобусное сообщение связало населённый пункт с районным центром. Ближайшая железнодорожная станция — Чемизовка. На западе и севере находится живописная пойма Медведицы с лесами, старицами и дикими пляжами.
Рядом с посёлком находится Лисичкинский приусадебный парк. В окрестностях посёлка расположились озерца Сазанье, Танькино, Мочалино, Круглое.

## История
Годами основания Сазоново принято считать рубеж 1920-х и 1930-х годов. Посёлок появился на базе отделения овощемолочного совхоза «Красная Звезда», а в 1933 году образовался самостоятельный совхоз «Красноармеец».
В 1984 г. Указом Президиума ВС РСФСР поселок подсобного хозяйства «Красноармеец» переименован в Сазоново.

## Население
Согласно данным переписи на 2010 год в селе проживало 435 человек, из них 193 мужчины и 242 женщины.
| 2002 | 2010 |
| ---- | ---- |
| 598  | ↘435 |

## Инфраструктура
На территории села работает общеобразовательная школа, почта, магазин. Дом культуры уже несколько лет бездействует.
Бюст В. И. Ленина, который установлен в центральной части посёлка, рядом с сельским клубом, а также памятник 36 воинам-землякам, погибшим на фронте в годы Великой Отечественной войны, являются визитной карточкой населённого пункта.

## Уличная сеть
В селе несколько улиц:
ул. Центральная, ул. Молодёжная, ул. Южная, ул. Северная, ул. Набережная, ул. Лесная, ул. Железнодорожная, ул. Школьная.